# 乙酰丙酮铒
乙酰丙酮铒是一种配位化合物，化学式为Er(C5H7O2)3，或简写为Er(acac)3。它可由金属铒或三氢化铒和乙酰丙酮反应制得。氯化铒和乙酰丙酮铵反应，也能得到乙酰丙酮铒，它可以在甲苯中重结晶。其无水物在干燥的气氛中稳定，在潮湿空气中形成水合物。在潮湿气氛中加热水合物不能得到无水物。它在190 °C开始分解，在505 °C持续加热可以得到氧化铒。